# Die Tragödie eines lächerlichen Mannes
Die Tragödie eines lächerlichen Mannes ist ein 1981 uraufgeführter Spielfilm, im italienischen Original heißt er La tragedia di un uomo ridicolo. Er wurde vom italienischen Filmregisseur Bernardo Bertolucci geschrieben und inszeniert, der mit der Geschichte um einen mittelständischen Unternehmer, dessen Sohn entführt wird, die undurchschaubare politische Lage Italiens darstellen wollte. Bertolucci enthält dem Zuschauer eine nachvollziehbare Handlung, eine Identifikation mit Figuren und eine eindeutige Auflösung vor. Auch visuell fällt das Werk, das ausnahmsweise mit einem anderen Kameramann entstand, innerhalb seines Œuvres aus dem Rahmen. Das Publikum brachte dem Film wenig Interesse entgegen; bei Kritikern, die mit seinem Gesamtwerk vertraut sind, fand er jedoch einige Anerkennung.

## Handlung
Primo Spaggiari, Fabrikant von Parmesan und Parmaschinken, entspricht mit seinem Gebaren nicht der üblichen Vorstellung eines Wirtschaftskapitäns. Er steht mit einer Kapitänsmütze auf dem Kopf und einem Feldstecher in der Hand auf dem Dach der Fabrik und beobachtet die umliegenden Anlagen und Felder, als sei die Fabrik ein Schiff auf dem Meer. Das Rasen zweier Wagen in der Ferne betrachtet er als Rennen, bis sich einer überschlägt, aus dem sein Sohn hervorkriecht und maskierte Männer ihn mit dem anderen Wagen entführen. Primos weiteres Handeln legt seine Unbeholfenheit offen. Im sich entfaltenden undurchsichtigen Spiel versucht er sich als Strippenzieher, ohne die Lage im Geringsten zu durchschauen.
Die angebliche Freundin des Sohnes, Laura, taucht auf. Sie behauptet, er habe sie seinen Eltern nie vorgestellt, weil er fürchtete, sich mit seinem Vater vor ihr zu blamieren. Laura und Adelfo, ein Arbeiterpriester aus der Fabrik, den Primo bisher nie wahrgenommen hat, geben zu erkennen, dass sie Kontakt zu den Entführern haben. Der Wohlstand und das Selbstbewusstsein des Ehepaars Spaggiari, deren Fabrik mit Absatzschwierigkeiten kämpft, verkümmern, als sie versuchen, das Lösegeld aufzubringen. Obendrein durchsucht die Staatsanwaltschaft ihr Haus und äußert den Verdacht, der Sohn sei ein linksextremer Terrorist. Trotz einiger Zweifel beginnt Primo Laura und Adelfo zu vertrauen, insbesondere als Adelfo berichtet, der entführte Sohn sei tot. Primo möchte nun wenigstens die Fabrik vor dem drohenden Konkurs retten und, wie er behauptet, so den Arbeitern helfen. Dafür spannt er Laura und Adelfo in einen Plan ein, demgemäß das Lösegeld unbemerkt von seiner Frau Barbara in die Fabrik fließen soll. Barbara weigert sich hartnäckig zu glauben, dass ihr Sohn tot sei. Nachdem Primo mit Laura und Adelfo seiner Frau eine Geldübergabe vorgegaukelt hat, weigern sich die jungen Leute, das Geld herauszurücken. Zuletzt gehen Primo und Adelfo in einen gut besuchten Tanzschuppen, wo Primo seinem Sohn wiederbegegnet, der bereits von seiner Mutter umarmt wird.

## Themen, Figuren und Gesellschaft
Es lässt sich nicht klar bestimmen, wovon die Tragödie eines lächerlichen Mannes handelt, wovon sie erzählt. In vielfacher Hinsicht geht es dem Publikum wie Primo, dessen Welt ihm plötzlich fremd wird: Wem soll man glauben, wem soll man folgen? Vielleicht haben wir es mit einem Entführungskrimi zu tun, vielleicht ist es ein Film über Terrorismus oder eine Polizeiparodie. Man weiß nicht, wo die Fronten verlaufen, jeder ist verdächtig, niemand spielt mit offenen Karten. Unbeantwortet bleibt, welche Rolle Laura und welche Adelfo einnimmt, ob sie die Entführer sind, ob der Sohn seine Entführung womöglich selbst inszeniert hat, und was Barbara von dem Ränkespiel weiß. Gewissheit besteht nur darüber, dass das Spiel dazu dient, einen „Dummkopf“ von seinem Geld zu trennen. Weil er versprochen hat, die Fabrik in eine Kooperative zu verwandeln, vertraut Primo darauf, dass Adelfo und Laura das Geld für die Rettung der Fabrik verwenden werden. Die Szene mit der Schweineschlachtung deutet an, dass auch er der Schlachtung zugeführt wird.
Der paradoxe Titel zwischen Tragödie und Komödie wirft die Frage auf, ob die Tragödie im klassischen Sinne mit einer lächerlichen Figur überhaupt zusammengehen könne, weil die klassische Tragödie vom Sturz einer erhabenen Persönlichkeit handelt. Für Bertolucci drückten die Wörter tragisch und lächerlich die Situation seines Landes treffend aus – er fand den Zustand Italiens dermaßen tragisch, dass es schon wieder lächerlich war, und wenn man sich selbst als lächerlich wahrnehme, werde man wieder tragisch. „Ich merkte, dass ich von lächerlichen Menschen umgeben war. Schon wenn ich in den Spiegel schaute, sah ich einen.“ Sein Film sei rundweg komisch, reize aber nicht zum Lachen. Er fand die Lächerlichkeit der Ironie überlegen, weil letztere die Basis für Heuchelei sei, der lächerliche Mensch hingegen sei ein heiliger Idiot. Die Repräsentanten der staatlichen Obrigkeit wiederum geben einen burlesken Eindruck ab. Sie treten mit den Allüren einer schlagkräftigen Truppe auf, ohne dass erkennbar wird, ob sie die Stoßrichtung wirklich kennen.
Bertolucci liebäugelte mit der Idee, in den Abspann „Ende des dritten Aktes“ zu schreiben, um anzudeuten, dass die Tragödie dort ansetzt, wo sein zweiaktiger Film 1900 bei der Schilderung der Geschichte Italiens aufgehört hat, und dass Primo ein Nachfahr der Figur Olmo aus 1900 ist. Primo stammt aus einem ländlichen Milieu, war im Krieg Partisan und hat sich energisch hochgearbeitet. Allerdings sei er ein Unternehmer, der die von der Konsumgesellschaft vorgegebenen Spielregeln nicht ganz akzeptiere. Er hat eine starke, emotionale Beziehung zu den Produkten, die er herstellt. Während Primos Vornehmheit in seiner bäuerlichen Herkunft liege, sei es bei seiner Frau Barbara ihre Bildung. Sie entstammt dem gehobenen französischen Bürgertum und hat Kunstrestaurierung studiert. Es seien die einfache Herkunft ihres Mannes und seine Energie, die sie faszinierten, und Bertolucci bezeichnete die Ehe als eine chemische Reaktion, von einer Dialektik der Klassen geprägt, von gegenseitiger Bewunderung und Neid. Für Primo war Barbara eine Hilfe bei seinem sozialen Aufstieg, ähnlich wie Bertoluccis Heimatstadt Parma einst unter französischem Kultureinfluss aufgestiegen ist.
Mit dem Film wollte Bertolucci die Grundstimmung im Italien um 1980 wiedergeben, wie er sie wahrnahm, das auf seiner Heimat lastende Undefinierbare, Unverständliche, Nebulöse, Zweifelhafte und Unsichere. Das Land war von Wirtschaftskrise, labilen Regierungen und Terroranschlägen geprägt. Verbrechen und Skandale blieben oft unaufgeklärt und die wahren Hintergründe wurden nicht aufgedeckt. „Die staatliche Gewalt scheint wie gelähmt, Gegengewalten in ohnmächtige Scharmützel verstrickt.“ Eine Inspiration für die Filmhandlung war die Zeitungsmeldung über einen Lokalpolitiker der Democrazia Cristiana in Süditalien, dessen Sohn entführt und umgebracht worden war, während der Vater Geld aufzutreiben versuchte. Bertolucci verstand die Figur Primo als Gegenstück zur zynischen Logik, die Familienangehörige als Handelsware betrachtet. Primo versucht die Entführungstragödie in etwas Positives, die Rettung der Fabrik, zu wenden, und verwendet den totgeglaubten Sohn als eine Art Dünger, um seinen Betrieb wieder gedeihen zu lassen. Auch zu den Fällen Aldo Moro und Enrico Mattei wisse die Öffentlichkeit faktisch nichts. „In den Blicken, welche die Figuren austauschen, sehen wir die Suche nach Aufrichtigkeit und gleichzeitig die unvermeidbaren Zeichen des Verrats.“
Wie in vielen Filmen Bertoluccis kommt auch hier ein ödipaler Konflikt zum Tragen. Seine Herangehensweise an das Thema ist jedoch gereift, erstmals erzählt er den Konflikt aus der Sicht des Vaters. Ähnlich wie in der Strategie der Spinne entwickelt sich ein komplexes politisches Spiel zwischen Vater und Sohn, aber mit umgekehrten Rollen. Während sich dort der Sohn in den Spinnweben der Geschichte verfängt, die der verräterische Vater ausgelegt hat, verwickelt hier der Sohn den Vater in die Widersprüche seiner sozioökonomisch-psychologischen Stellung. Aufgrund seiner bäuerlichen Herkunft und weil er während des Krieges Widerstandskämpfer war, versteht Primo nicht, weshalb er zur Zielscheibe linker Terroristen wird. Dabei übersieht er, dass er in der Gegenwart eben ein Fabrikbesitzer und Kapitalist ist. Die Fabrik hat er im selben Jahr geöffnet, wie sein Sohn zur Welt kam. Man hat die Figur schon so gedeutet, er gäbe nur vor, seinen Sohn zu lieben; tatsächlich liebe er aber seine Fabrik und seine Stellung als Chef. Der mögliche Verlust seiner Fabrik und seiner Macht wiege für ihn nicht weniger schwer als der Verlust des Sohnes. Bertolucci entwerfe eine von seinen politischen Ansichten geprägte Welt, in der es ein Bursche aus einfachen Verhältnissen, wenn er ehrgeizig ist, zu Reichtum bringen kann. Dabei entfremdet er sich von seiner Klassenidentität, die ihm der Regisseur unterstellt, von seinen Jugendidealen, und damit von seinem Sohn, der sich seinerseits von ihm abwendet. Primo hätte sich demnach durch seinen Aufstieg und den sozialen Kompromiss, den er dabei eingegangen ist, entmännlicht und somit lächerlich gemacht. Der politischen Haltung seines Sohnes war sich Primo bis zur Hausdurchsuchung nicht einmal bewusst. Den ödipalen Aspekt unterstreicht, dass Primo mit der Freundin seines Sohnes schläft und dass er, nach der Nachricht von dessen Tod, mit Barbara im Bett des Sohnes Verkehr hat. Vater und Sohn stehen zudem im Wettstreit um Barbaras Zuneigung. Es bleibt offen, was sie von den Intrigen gegen Primo weiß; enthusiastisch macht sie sich an die Liquidation des Vermögens und „lebt dabei mehr auf, als sie durch den Verlust des Sohnes niedergedrückt wird.“

## Stil
Nach den kosmopolitischen Produktionen Der große Irrtum, Der letzte Tango in Paris und 1900 verlegte Bertolucci den Schauplatz in seine Heimatgegend zurück, nach Parma und dessen Umgebung. Mit Ausnahme der Französin Anouk Aimée als Barbara besetzte er die Rollen mit heimischen Darstellern. Er hatte Lust, wieder einen italienischen Film zu machen, über die italienische Provinz, denn die großen Städte seien nicht mehr interessant gewesen, weil sie alle ihre kulturelle Identität verloren gehabt hätten. Ebenso wollte er die italienische Sprache wiederfinden; so versuchte er, die Dialoge, die er im italienischen Kino meist nicht gelungen, da nicht zum Sprechen geschrieben fand, von unnötigem Zierrat zu befreien und filmgerecht zu schreiben. Er fand, vor allem dank des Hauptdarstellers Ugo Tognazzi sei das geglückt. Die von Ennio Morricone eigens für die Tragödie geschriebene, „sentimentale“ Filmmusik verwendet ein Akkordeon und ist von volkstümlichen Walzern inspiriert. Die Figur Barbara wird von einer eher „französischen“ Musik mit Anklängen an Ravel und Satie begleitet.
Die Kritik analysierte, die Tragödie sei auf außergewöhnliche Weise inszeniert und habe keine Ähnlichkeit mit etwas Bekanntem. Sie fand einen traumartigen Subtext vor, der als Thriller verkleidet sei. Tatsächlich hatte Bertolucci zunächst ein Filmende vorgesehen, das die Handlung als einen Albtraum Primos entlarvt, dies aber fallen lassen. Er verstörte das Publikum damit, dass er ihm eine sympathische Hauptfigur präsentierte, die nach und nach eine Wahrheit aufdeckt, die Identifikation mit ihr aber verweigert. Schlimmer noch, es gibt keine solche Wahrheit. Der Film enttäuscht die Erwartung an einen traditionellen Thriller, der einem vergnüglichen Kitzel eine ebenso vergnügliche Auflösung folgen lässt, welche die gemeinsamen sozialen Werte bestätigt. Die italienische Gesellschaft scheint ihren Werten nicht mehr zu trauen. Es gibt Gerüchte, Ungewissheiten, ein Warten, stille und tote Zeit. Der Film erzählt in der ersten Person, durch Primo, dessen Stimme die Handlung kommentiert und dessen Name auf Italienisch Erster bedeutet. Die Beobachtung der Ereignisse ist distanziert und emotionell zurückhaltend, in markantem Gegensatz zu den fünf vorangegangenen Filmen des Regisseurs, die sich durch opernhafte Melodramatik und Poesie auszeichneten. Zudem bleibt die Erzählweise näher am Realismus und sie hält sich an die Chronologie der Ereignisse.
Die Aufnahmen entstanden vom Spätsommer bis zum Winter 1980. Der durch die Jahreszeiten bewirkte atmosphärische Wandel hat den Film mitgeprägt. In vielen Bildern sehen wir durch Fenster und Türrahmen auf Personen und Geschehnisse. „Der Terror steckt in den Sachen, die den Blick einengen und freigeben, die Ausschnitte, deren Zufälligkeit die Regie eines Unbekannten zu sein scheint.“ Zum ersten Mal seit Partner (1968) stand in einem Bertolucci-Film an der Kamera nicht Vittorio Storaro. Zum einen war Storaro schon für ein anderes Projekt gebucht. Anderseits wünschte Bertolucci eine Mise-en-scène mit innerhalb des Bildes gestaffelten Innen- und Außenräumen. Storaros gewohnte Arbeitsweise, Scheinwerfer in Fenster und Türen zu stellen, um plausible natürliche Lichtquellen zu imitieren, wäre dem entgegengestanden. Die Wahl fiel auf Carlo Di Palma, der für Antonioni Die rote Wüste und Blow Up fotografiert hatte. Di Palma hatte keine Einwände, selbst Nachtszenen wie jene im Maisfeld hell auszuleuchten. Von den mit Storaro geschaffenen Werken unterscheidet sich die Tragödie insbesondere durch eine große Tiefenschärfe, eine undramatische, wenig Schatten zulassende Ausleuchtung, kürzere, engere Kamerabewegungen und statische Kompositionen mit sorgfältig platzierten Figuren. Die „Hyperklarheit“ der Bilder setzt den Kontrapunkt zum nebulösen, unüberblickbaren Inhalt. „Wie soll man das erklären: Diese Bilder sind nicht getrübt und stehen dennoch einen Fußbreit davor, unglaubwürdig zu werden?“
In der Tragödie taucht ein Aspekt wieder auf, der Bertolucci vor allem in den 1960er Jahren sehr beschäftigte und danach für ein Jahrzehnt aus seinen Filmen verschwunden war: Der enorme stilistische Einfluss, den der von ihm bewunderte Jean-Luc Godard auf ihn ausgeübt hatte. Obwohl es ihm schon mit der Strategie der Spinne (1970) gelungen war, Godards Stil eigene Positionen entgegenzusetzen, beschäftigte er sich hier noch einmal mit seinem filmischen Übervater. Es bestehen einige Bezüge zu Godards Alles in Butter (Tout va bien, 1972), der von einer Wurstfabrik handelt, in der an blaubemalten Wänden, wie in der Tragödie, Fotos des Betriebs aufgehängt sind. Vittorio Caprioli spielt dort den Fabrikseigentümer und hier einen Polizisten. Elemente von Godards visuellem Stil wie Autos, Kleider und Möbel in Primärfarben kommen zwar in der ersten Hälfte der Tragödie vor, werden aber allmählich von den Bertolucci eigenen Stilmerkmalen wie braungoldene Farben und norditalienische Landschaften verdrängt.

## Herstellung und Veröffentlichung
Bertolucci traf auf den Filmfestspielen von Cannes im Mai 1980 Ugo Tognazzi, seinen Wunschdarsteller für die Rolle, und trug ihm seine Idee vor. Tognazzi zeigte sich erfreut und interessiert. Bertolucci machte sich Ende Mai an die Niederschrift des Drehbuchs. Er habe es ein wenig wie in Trance geschrieben, zwischen elf Uhr abends und fünf Uhr morgens, in weniger als 40 Tagen. Die von Morricone noch vor den Dreharbeiten komponierte Musik war ihm bei den Aufnahmen eine Hilfe. Für diese standen 14 Wochen zur Verfügung. Dabei habe Tognazzi viel Persönliches in die Rolle eingebracht und gelegentlich den Text abgeändert. Etliche Nebenrollen, etwa die Fabrikarbeiter oder die Haushälterin, wurden mit Laiendarstellern besetzt. Die kalkulierten Herstellungskosten des Films beliefen sich auf 2 Milliarden Lire, so viel wie das in der Spielhandlung verlangte Lösegeld. Die Produktion wurde vom US-amerikanischen Verleih Warner mitfinanziert.
Die erste Filmkopie kam eine Woche vor Beginn der Festspiele von Cannes aus dem Labor, wo das Werk am 24. Mai 1981 uraufgeführt wurde. Ugo Tognazzi erhielt den Goldene Palme für die männliche Hauptrolle. Die Festivalbesucher begegneten dem Film jedoch mit Unverständnis und buhten ihn aus. Die Fassung der Uraufführung enthielt keinen Ich-Kommentar der Hauptfigur; Bertolucci hatte ihn im Endschnitt weggelassen, weil er ihm überflüssig vorkam. Die Reaktionen in Cannes machten ihm jedoch klar, dass das Weglassen ein Fehler, dass das Rätsel und Geheimnis des Films für die Zuschauer in gewisser Weise ein Ärgernis und ein wenig arrogant war. So fügte er Tognazzis Kommentar wieder hinzu, in der Annahme, dass das Publikum sich dann leichter mit der Hauptfigur identifizieren könne.

## Reaktionen auf den Film
In Italien kam der Film schlecht an, was Bertolucci auf die andauernde persönliche Abneigung zwischen ihm und der dortigen Kritik, die er voreingenommen fand, zurückführte. Obwohl er sich von den Terroristen, die er als „verwöhnte Erben, so bürgerlich wie katholisch“ qualifizierte, distanzierte, griffen ihn Teile der italienischen Presse wegen der unklaren Haltung an, die er in der Tragödie gegenüber dem Terrorismus einnehme. Die Meinungen der deutschsprachigen Presse waren gemischt. „Der Film hat oft Züge einer bissigen Farce auf italienische Schlitzohrigkeit, Schlamperei und Unfähigkeit,“ meinte Urs Jenny im Spiegel, und es sei „ein Werk schmerzender Ratlosigkeit, aber das muss es wohl sein.“ Tognazzi treffe den Typus des italienischen Mittelstandsunternehmers mit „breitbeiniger Jovialität“. „Was hochfliegend dramatisch sich entfalten will, wird komisch unterlaufen; was in Melancholie zu versinken droht, durch Ironie auf Niveau gebracht,“ meinte Karsten Witte in der Zeit. Bertolucci habe die Herausforderung angenommen, die Wirklichkeit durch ihre Auslassung wachzurufen. „Solche Filme, deren Form die soziale Zerrissenheit aufbewahrt, die außerhalb ihrer ästhetischen Sphäre herrscht, entstehen als Kritik der Krise, die sie spiegeln.“ Die Zoom befand, der Regisseur lasse Resignation erkennen, und es komme „unter solchen Umständen auch kein großer, kein mitreissender Film zustande.“ Dieser wirke „nicht nur locker, spielerisch, sondern schon etwas unkonzentriert, beinahe beliebig.“ Der Fischer Film Almanach 1982 urteilte, Bertolucci versuche gar nicht mehr, die Zustände in Italien aufzudecken und zu analysieren. Der repräsentative Film sei „das Eingeständnis des Regisseurs, dass sein Land sich in einer Situation befindet, in der es die Orientierung verloren hat.“ Darin sei das Werk ehrlich, halb ironisch-überlegen, halb tragisch betroffen.
Letztlich bekam die Tragödie wenig Aufmerksamkeit seitens der Kritik und wurde selten aufgeführt. Autoren, die diesen Film im Rahmen von Bertoluccis gesamtem Schaffen beurteilten, meinten jedoch, es sei möglicherweise sein am meisten unterschätztes Werk, oder für mit dem Universum des Regisseurs vertraute Zuschauer ein Film von prachtvoller Faszination. Für Bertolucci selbst waren die Erfahrungen mit der Tragödie sehr frustrierend, weil er durch das, was er als recht treffende Wiedergabe der Krise in Italien empfand, beim Publikum eine gewisse Feindseligkeit hervorgerufen sah. Anschließend verließ Bertolucci für viele Jahre Italien, da er dort den Zynismus von Politikern wie Bettino Craxi nicht ertragen habe. Er habe „frische Luft“ gebraucht und sie im Fernen Osten und in Nordafrika gefunden, wo seine folgenden Filme spielten.

### Gespräche
- Mit Bernardo Bertolucci in der Zeit, 13. November 1981: „Ich bin nicht Madame Bovary, ich bin die Kamera“
- Mit Bernardo Bertolucci in den Cahiers du cinéma, Dezember 1981, S. 25–33: Entretien avec Bernardo Bertolucci
- Mit Bernardo Bertolucci in Positif, November 1981, S. 19–25: Entretien avec Bernardo Bertolucci sur La tragédie d'un homme ridicule

### Kritiken
- Urs Jenny: Die große Patsche. In: Der Spiegel. Nr. 47, 1981, S. 238–240 (online).
- Karsten Witte: Bürger die keinen Verdacht haben. In: Die Zeit, 13. November 1981